# Ройка (приток Мечи)
Ройка — река в Московской области России, правый приток Мечи.
Протекает в восточном и северо-восточном направлениях по территории городских округов Зарайск и Луховицы. Исток — у деревни Жилконцы, впадает в Мечу в 15 км от её устья, у деревни Нижнее Маслово, на границе с Рязанской областью. Длина — 18 км, площадь водосборного бассейна — 48,7 км².
По данным Государственного водного реестра России, относится к Окскому бассейновому округу. Речной бассейн — Ока, речной подбассейн — бассейны притоков Оки до впадения Мокши, водохозяйственный участок — Ока от города Коломны до города Рязани.